# Acledra
Acledra es un género de insectos pentatómidos distribuidos en Sudamérica; principalmente en Argentina y Chile.
Actualmente se reconocen dos subgéneros de Acledra; Acledra s.str. y Neoacledra Faúndez 2010. Actualmente se reconocen 13 especies válidas

## Lista de especies
Especie tipo: Acledra reflexa Signoret, 1864
- Acledra (Acledra) albocostata (Spinola, 1852)
- Acledra (Acledra) bichromocornis Faúndez, Rider & Carvajal, 2014
- Acledra (Acledra) bonariensis (Stål, 1859)
- Acledra integra Berg, 1878 (sin. Berg, 1891)
- Acledra (Acledra) breviscutata Breddin, 1914
- Acledra (Acledra) carinata Breddin, 1914
- Acledra (Acledra) dimidiaticollis (Spinola, 1852)
- Acledra (Acledra) fraterna (Stål, 1859)
- Acledra reflexa Signoret, 1864 (sin. Stål, 1867)
- Acledra (Acledra) gregalis Berg, 1878
- Acledra (Acledra) kinbergi (Stål, 1859)
- Acledra (Acledra) modesta (Stål, 1859)
- Acledra (Acledra) punctata Reed, 1898
- A. hians Breddin, 1914 (sin. Faúndez 2010)[3]
- Acledra (Acledra) serrana Pirán, 1958
- Acledra (Neoacledra) haematopus Spinola, 1852